# 尹喜淑
尹喜淑（：／ Yoon Hee-sook，1970年2月7日—），大韓民國保守派政治人物，第21屆國會議員。